# Melissa George
Melissa George (Perth, 1976. augusztus 6. –) ausztrál színésznő.
Több filmben és sorozatban is feltűnt mind főszereplőként, mind mellékszereplőként (például Mulholland Drive – A sötétség útja, A Grace klinika, Alias, A férjem védelmében stb.)

## Életpályája
1976. augusztus 6.-án született Perth-ben. Anyja szülésznő volt, apja pedig építőipari munkás. Skót származású. Nagyapja börtönőrként dolgozott. Taryn Fiebig operaénekesnő unokaöccse.
Karrierjét modellkedéssel kezdte. 1992-ben "„Az év tini modelljének” nevezték Nyugat-Ausztráliában.
1998-ban ismerkedett meg Claudio Dabed chilei filmrendezővel. 2000-ben összeházasodtak; 2011-ben bejelentették, hogy elválnak.
2011-ben ismerkedett meg Jean David Blanc-kal, az AlloCiné alapítójával. Két fiuk született, Raphael és Solal. 2016 szeptemberében elváltak, mivel Blanc bántalmazta George-ot.
2008-ban amerikai állampolgár lett.

## Filmjei
- Otthonunk (1993-1996)
- Vészhívás (1997)
- Drága testek (1999)
- Amerikai vérbosszú (1999)
- Déltenger kincse (2000)
- Bankrabló csajok (2001)
- Mulholland Drive – A sötétség útja (2001)
- Piszkos ügynökök (2001-2002)
- Jóbarátok (2003)
- Pokolba a szerelemmel (2003)
- Monk - Flúgos nyomozó (2003)
- Bűbájos boszorkák (2003)
- Alias (2003-2005)
- A rettegés háza (2005)
- Kisiklottak (2005)
- Túlvilági történetek (2006)
- Végzetes kitérő (2006)
- A sötétség 30 napja (2007)
- Titkok nélkül (2008)
- A Grace klinika (2008-2009)
- Háromszög (2009)
- Túlélni egy tévedést (2010)
- Hazudj, ha tudsz! (2010)
- Hajszálon az életed (2011)
- Csontzsák (2011)
- A célpont (2012)
- A férjem védelmében (2013-2014)
- A Moszkitó-part (2021)